# Failuna Abdi Matanga
Failuna Abdi Matanga (sinh ngày 28 tháng 10 năm 1992) là một vận động viên chạy đường dài người Tanzania. Cô đã thi đấu ở nội dung 10.000 mét nữ tại Giải vô địch thế giới năm 2017 về điền kinh.